# Don Grierson
Donald James Grierson (Toronto, 16 giugno 1947) è un ex hockeista su ghiaccio canadese.
Nel corso della carriera militò nella World Hockey Association.

## Carriera
Grierson giocò a livello giovanile per due anni nella Northern Ontario Junior Hockey League con i North Bay Trappers. Al termine della stagione 1967-1968 fu scelto durante l'NHL Amateur Draft in ventitreesima posizione assoluta dai Montreal Canadiens.
Debuttò da professionista nella stagione 1968-69 in Central Hockey League con gli Houston Apollos, mentre l'anno successivo giocò alcune partite con l'altro farm team dei Canadiens in American Hockey League, i Montreal Voyageurs. Nelle due stagioni successive Grierson giocò in International Hockey League conquistando due Turner Cup consecutive con la maglia dei Port Huron Flags.
Nel 1972 entrò a far parte della nuova lega professionistica concorrente della NHL, la World Hockey Association. Vi giocò per due stagioni conquistando un Avco World Trophy con gli Houston Aeros di Gordie Howe. Concluse la propria carriera nel 1977 dopo essere ritornato a giocare nelle leghe minori: IHL, SHL e NAHL.

## Palmarès

### Club
- Turner Cup: 2

Port Huron: 1970-1971, 1971-1972
- Avco World Trophy: 1

Houston: 1973-1974